# Drupadia niasica
Drupadia niasica är en fjärilsart som beskrevs av Otto Staudinger 1889. Drupadia niasica ingår i släktet Drupadia och familjen juvelvingar. Inga underarter finns listade i Catalogue of Life.

## Bildgalleri

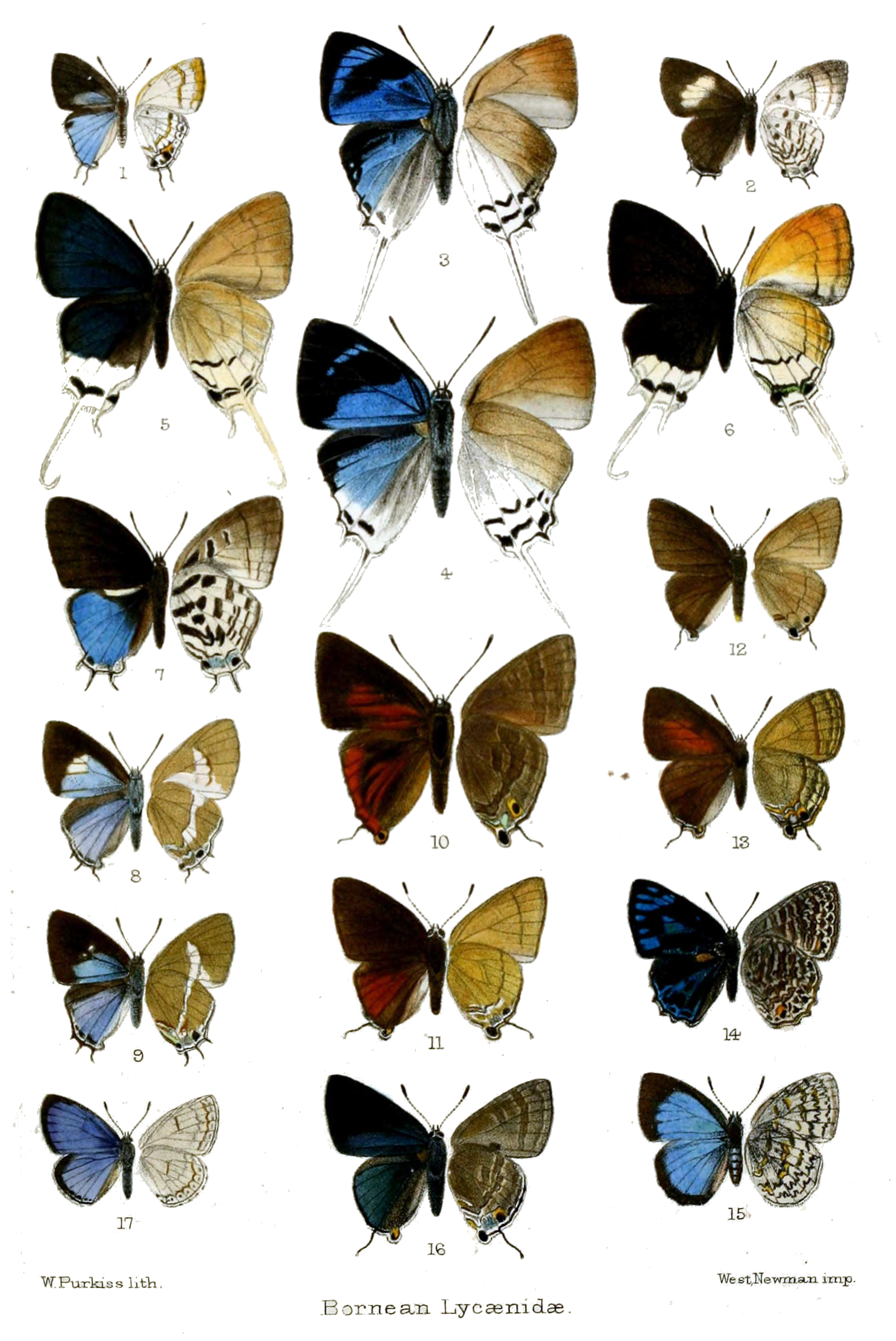
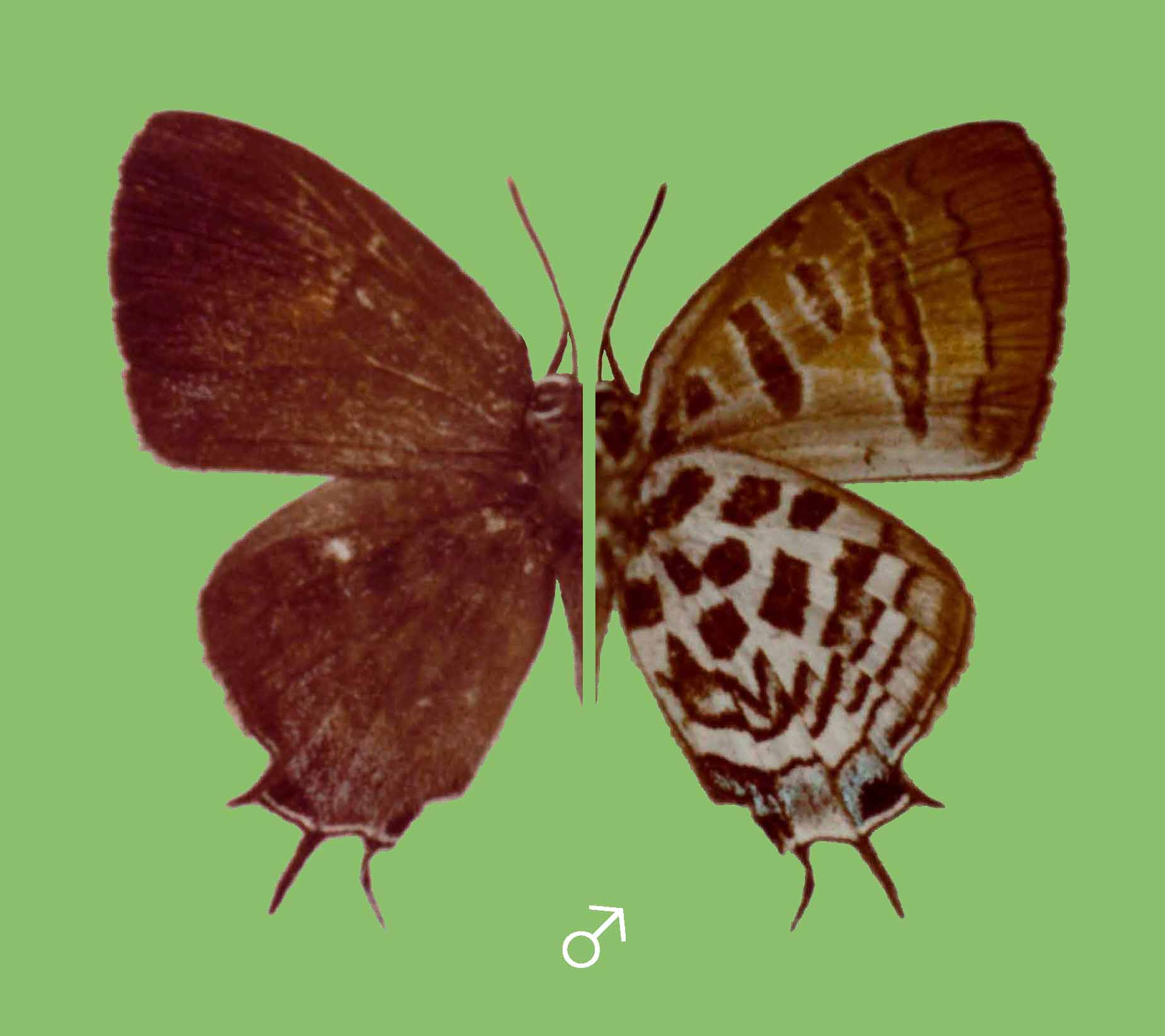
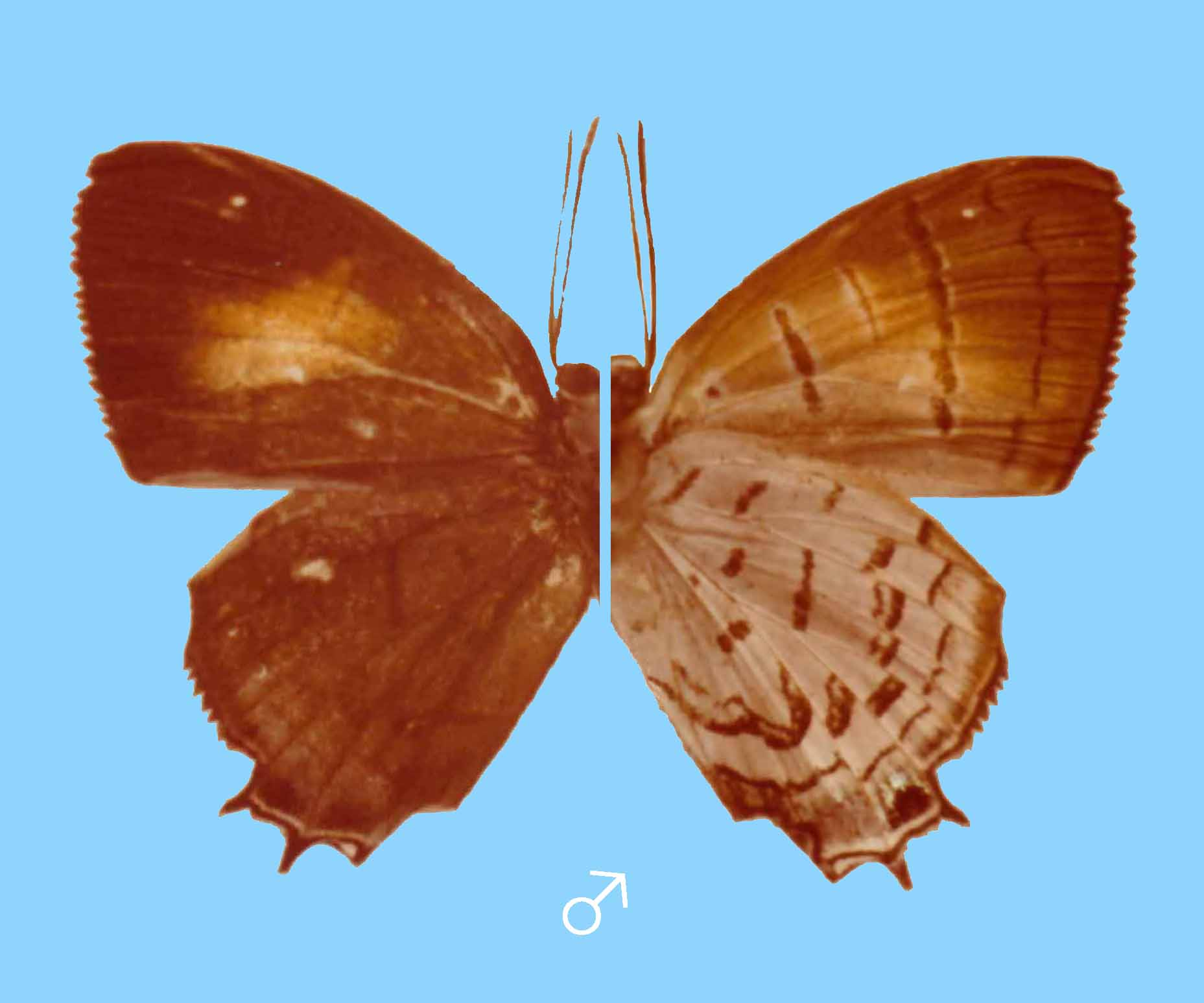
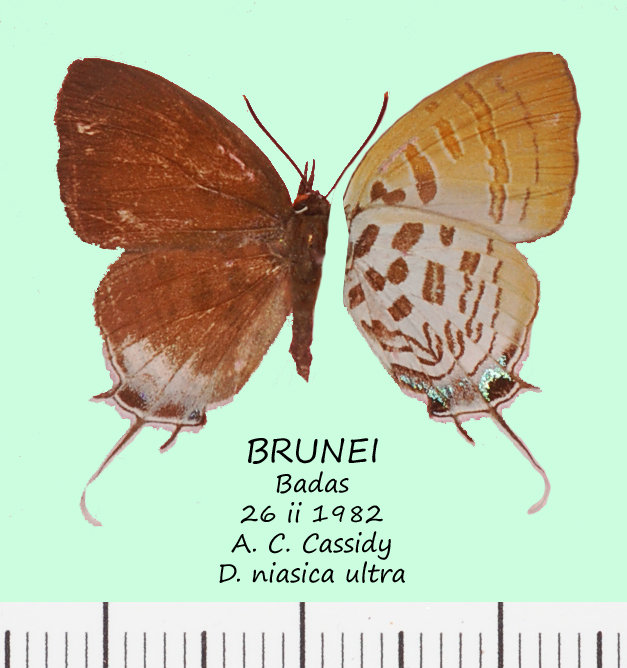